# هارون روزا
هارون روزا (بالإنجليزية: Aaron Rosa) هو فنان قتال مختلط أمريكي، ولد في 28 مايو 1983 في ديل ريو في الولايات المتحدة.

## وصلات خارجية
- الموقع الرسمي
- هارون روزا على موقع بوكس ريك (الإنجليزية) (registration required)
- هارون روزا على موقع يو إف سي (الإنجليزية)
- هارون روزا على موقع بيلاتور (الإنجليزية)
- هارون روزا على موقع شيردوغ (الإنجليزية)
- هارون روزا على موقع IMDb (الإنجليزية)
- هارون روزا على موقع قاعدة بيانات الفيلم (الإنجليزية)